# Eupithecia brandti
Eupithecia brandti es una especie de polilla de la familia Geometridae. La especie fue descrita por primera vez por Mironov et al. habiendo sido descrita en 2011, con distribución en Irán. 

## Descripción
La envergadura es de unos 17 mm. Las alas anteriores son de color ocre claro, pero el área medial es más oscura, bastante marrón claro con amplias líneas transversales antemedial y posmedial divididas por una fascia medial blanca. Las alas traseras son pálidas, con una línea posmedial ancha de color amarillo pardusco y un área terminal de color ocre claro.